# Chip Kidd
Pour les articles homonymes, voir Kidd.
Chip Kidd, né le 12 septembre 1964, est un auteur, illustrateur et éditeur américain, connu pour ses couvertures de romans et de comics.

## Biographie
Chip Kidd, est le nom de plume de Charles Kidd, d'après le surnom (Chip) que lui donnait sa mère. Il est né en 1964.

## Travaux

### Couvertures et design graphique
Kidd est très connu pour son travail sur les couvertures et romans et de comics : «Chip Kidd, connu aux États-Unis pour ses couvertures fantasques et magnifiques (d'après le journal USA Today, Kidd serait « ce qu'il y a de plus «rock star»  dans le monde du design aujourd'hui)».
Il travaille en particulier pour la maison d'édition Alfred A. Knopf depuis 1986, en signant les couvertures des premières éditions de nombreux auteurs comme Haruki Murakami et Cormac McCarthy.

### Écriture
Kidd a écrit un livre sur le design graphique pour les enfants Go: A Kidd's Guide to Graphic Design et plusieurs romans.

### Autour de Batman
Chip Kidd est passionné par Batman dont il a écrit un épisode, et sur lequel il a écrit plusieurs ouvrages, notamment Batman : the life and times of the dark knight et Batman: Animated pour lequel il a gagné un Eisner Award (avec Paul Dini) en 1999.

### Publications
- (en) Chip Kidd, Go : A Kidd's Guide to Graphic Design, Workman Publishing Company, 2013, 160 p. (ISBN 978-0-7611-7219-2)
- (en) Chip Kidd et Dave Taylor, Batman : Death by Design, DC Comics, 2012 (ISBN 978-1-4012-3453-9)
- (en) Les Daniels, Chip Kidd et Bob Kane, Batman : the life and times of the dark knight : The complete history, San Francisco, Chronicle Books, 2004 (réimpr. 2004) (1re éd. 1999), 206 p. (ISBN 978-0-8118-4232-7)

## Prix et récompenses
- 1999 : Prix Eisner du meilleur livre consacré à la bande dessinée(avec Paul Dini) et de la meilleure maquette pour Batman: Animated
- 2002 : Prix Eisner du meilleur livre consacré à la bande dessinée pour Peanuts: The Art of Charles M. Schulz
- 2002 : Prix Harvey de la meilleure œuvre biographique pour Jack Cole and Plastic Man (avec Art Spiegelman)
- 2004 : Prix Eisner de la meilleure maquette pour Mythology: The DC Comic Art of Alex Ross
- 2015 : Prix Inkpot